# Althanus teretrioides
Althanus teretrioides är en skalbaggsart som beskrevs av Lewis 1903. Althanus teretrioides ingår i släktet Althanus och familjen stumpbaggar. Inga underarter finns listade i Catalogue of Life.